# République de Floride occidentale
1810–1810
Entités précédentes :
- Nouvelle-Espagne

Entités suivantes :
- Floride

La république de Floride occidentale (en anglais : Republic of West Florida) est une république éphémère, fondée le 23 septembre 1810, après une révolte contre l'administration espagnole, sur des hauts-lieux de l'histoire de la culture du coton, à St. Francisville (Louisiane) et Bâton-Rouge. Après seulement 34 jours, le Gouvernement américain annexa la Floride Occidentale et l'incorpora au territoire d'Orléans, plus tard divisé entre les États de Louisiane, Mississippi et Alabama.
C'est la troisième des cinq étapes de la conquête par les États-Unis du sud de leur territoire actuel, après le traité de Madrid (1795), qui annexe le bassin du Mississippi à partir du Natchez District, puis la vente de la Louisiane de 1803. Plus tard, ce sera l'annexion de la république du Texas en 1845 et sa conséquence, la conquête de la Californie en 1848.

## Frontières
La République commençait à l'est du Mississippi, du nord du lac Pontchartrain au sud du 31e parallèle, en allant jusqu'à l'ouest de la Perdido. La frontière sud était le golfe du Mexique.

## Système politique
La constitution de Floride-Occidentale était largement inspirée de la Constitution des États-Unis, avec trois pouvoirs, l'exécutif, le législatif et le judiciaire. Le gouverneur était élu par le parlement, composé du Sénat et d'une chambre des représentants. Le nom officiel de la nation était le State of Florida (l'État de Floride).
Le premier et seul gouverneur fut Fulwar Skipwith (1765-1839), diplomate américain à Paris de 1793 à 1808, négociateur de la vente de la Louisiane.

## Contexte géopolitique
La vente de la Louisiane par la France en 1803 excluait la partie est du Mississippi, rattachée à la Floride occidentale, qui restait dans l'empire colonial espagnol. Cette partie du territoire n'avait pas été incluse clairement dans le traité de San Ildefonso (1800), par lequel Napoléon Bonaparte avait secrètement racheté à l'Espagne une Louisiane que la France ne contrôlait plus depuis 1763.
Après 1803, les États-Unis et l'Espagne tinrent de longues et infructueuses négociations motivées par le fait que des colons américains s'étaient progressivement installés dans cette région, le plus souvent dans un but spéculatif, car ils avaient eu vent, avant 1800, des rumeurs indiquant que l'Espagne se désengageait de la partie ouest du Mississippi, ce qu'elle a fait en 1800 en la cédant à la France qui l'a revendue aux États-Unis dès 1803. Ils espéraient qu'elle ferait de même pour la partie est mais cela ne n'est pas produit, ni en 1800 ni en 1803.

## Contexte économique
Les colons anglophones arrivés dans la région avaient une raison de plus pour spéculer : l'enrichissement rapide des colons anglophones du Natchez District qui avaient bénéficié à partir de 1795 d'une adaptation locale de l'invention de l'égreneuse à coton d'Éli Whitney. Réalisée par le marchand d'origine irlandaise Daniel Clark, cette adaptation permettait de doper la productivité de la production de coton et de faire chuter son coût de production, ouvrant un immense potentiel, à condition d'avoir des terres où cultiver ce coton.
Daniel Clark fut au premier plan de cette spéculation au même titre que John Smith venu comme lui de la vallée de l'Ohio, qui n'était encore qu'une extension de la Virginie, avant de devenir un État, en 1803. Ils ont utilisé comme agents immobiliers les frères Kemper, venus eux aussi de Virginie.
La partie est du Mississippi était la plus intéressante pour cultiver le coton. Deux sites étaient vraiment occupés par des colons, pour la plupart français et espagnols, la paroisse de Feliciana Ouest et la vallée de la rivière Tombigbee, en amont du vieux comptoir colonial de Mobile.
Lors de la signature du traité de San Ildefonso (1800), qui voient la France acheter l'ouest du grand fleuve, les diplomates français, conscients que les Américains s'intéressaient plus à cette partie est, l'avaient laissée en pointillé. De ce fait, les conflits de 1804 étaient prévisibles. 
Entre 1801 et 1803, alors que le rachat français dans le cadre du traité de San Ildefonso (1800) est encore secret et que le pouvoir change trois fois de mains en trois ans à La Nouvelle-Orléans, Daniel Clark et John Smith envoient des agents, dans l'anticipation d'un éventuel changement de propriété ultérieur, car l'échec de l'expédition de Saint-Domingue, qui se dessine peu à peu après 1802, ne pourra que contrarier les projets de Bonaparte.

## Les premières révoltes, à partir de 1803
Les trois frères Kemper furent utilisés comme agents immobiliers par John Smith (sénateur), qui avait acheté 750 acres dans la paroisse de Feliciana Ouest, en 1800 à St. Francisville (Louisiane), à égale distance de Bâton-Rouge et de la frontière, pour créer la ville de New Valentia.
John Smith se brouilla ensuite avec les frères Kemper, qui se fâchèrent, déçus que la vente de la Louisiane de 1803 maintienne le territoire sous administration espagnole, limitant les potentiels de spéculation immobilière.
Samuel et Nathan Kemper envoyèrent alors leur frère Reuben à La Nouvelle-Orléans, pour contacter Juan Ventura Morales, impliqué dans la spéculation immobilière de la paroisse de Feliciana Ouest, avec Edward Livingston et Daniel Clark. Juan Ventura Morales demanda à Edward Randolph, son agent à St. Francisville (Louisiane) de soutenir la révolte des trois frères Kemper qui pillent leurs voisins espagnols, le 7 août, en compagnie d'un trentaine de "ruffians" arborant un drapeau avec deux étoiles et sept bandes, avant d'être arrêtés par l'armée espagnole.
Daniel Clark négocia une amnistie des frères Kemper avec le gouverneur espagnol Carlos de Grand pré, qui refusa et fixa une récompense pour leur capture. Le 3 septembre 1805, un groupe d'une quinzaine d'hommes pourchassa les frères Kemper et leur firent subir de mauvais traitements. 
Le souvenir de cet épisode contribuera cinq ans après à la révolte de 1810, renforcée par les milliers de réfugiés français de Saint-Domingue à Cuba, arrivés dans l'île en 1798 et 1803 mais chassés par les émeutes anti-françaises de mars 1809 à Cuba
révolte qui mène à la création de la république de Floride occidentale en 1810, annexée après 34 jours par les États-Unis.

## La révolte de 1810
Les colons s'accommodaient d'autant mal du règne de l'Espagne, que celle-ci décida en 1809, comme les Etats-Unis et dans le sillage de l'Angleterre, d'abolir la traite négrière.
Décision en partie motivée par le fait qu'ils avaient été renforcés par l'arrivée massive de réfugiés français de Saint-Domingue en Amérique en avril 1809, lorsque ces derniers se replièrent sur toutes les côtes du sud des Etats-Unis après les Émeutes anti-françaises de mars 1809 à Cuba. Les Espagnols avaient d'abord chassé les Français dans la partie est de Saint-Domingue, alors contrôlée par les généraux français François-Marie Perichou de Kerversau et Jean-Louis Ferrand.
Tout était parti de la traversée l'Espagne par Napoléon Bonaparte, pour faire le blocus des côtes atlantique, Portugal inclus, qui s'est heurtée 2 mai 1808, à la révolte des madrilènes. La répression fit 500 morts et Joseph Bonaparte, couronné roi d'Espagne, dût s'enfuir. Son retour à Madrid le 4 décembre 1808, déclencha de violentes réactions anti-françaises, encouragées par les succès peu avant du gouverneur Juan Sánchez Ramírez, qui avait attaqué le 17 septembre 1808 les français de l'est de Saint-Domingue, puis les en avait chassés après sa victoire à la Bataille de Palo Hincado le 7 novembre 1808.
En Floride occidentale, où les français de Cuba et de Haïti se replièrent, cette évolution mena à une nouvelle rébellion contre les espagnols en 1810. Le 23 septembre, après des assemblées qui se tinrent dès le mois de juin, les rebelles submergèrent la garnison espagnole de Bâton-Rouge et déployèrent le drapeau de la nouvelle république : une étoile unique blanche sur un fond bleu. Ce drapeau sera plus tard nommé le Bonnie Blue Flag, appelé aussi le drapeau des « borders ruffians ».

## Après34 joursd'autonomie, l'annexion par une nouvelle puissance, les États-Unis
Le 27 octobre 1810, une partie de la Floride-Occidentale fut annexée par une proclamation du président des États-Unis James Madison, qui revendiquait la région comme faisant partie de la vente de la Louisiane. Tout d'abord, Skipwith et le gouvernement de Floride-Occidentale s'opposèrent à la proclamation, préférant négocier les termes de leur entrée dans l'Union. Cependant, William C. C. Claiborne, qui avait été envoyé pour prendre possession du territoire, refusa de reconnaître la légitimité du gouvernement de Floride-Occidentale. Skipwith proclama qu'il était prêt à « mourir en défendant le Lone Star Flag ». Cependant, Skipwith et le parlement firent volte-face et acceptèrent la proclamation de Madison. Les États-Unis prirent possession de St. Francisville le 6 décembre 1810 et Bâton-Rouge le 10 décembre 1810.
Ces territoires furent incorporés au nouvellement formé territoire d'Orléans. Les États-Unis annexèrent ensuite le district de Mobile de la Floride Occidentale au territoire du Mississippi en 1812. 

## La période 1812-1819
L’Espagne continua de disputer la région, mais les colons américains accroissaient régulièrement leur présence sur le territoire qu'ils occupaient, certains y pratiquant un important trafic d'esclaves, qui culmine pendant la guerre anglo-américaine de 1812, avec un flux de vingt mille personnes par an.
Le centre du trafic est l'île d'Amélia, entre la Géorgie et la Floride espagnole, qui abrite parfois jusqu'à 300 navires en même temps, et accueille des pirates et négriers comme le Français Louis-Michel Aury. 
Après la guerre anglo-américaine de 1812, achevée en 1815, les trafiquants se disputent le territoire et font valoir l'activité de corsaires auprès des forces indépendantistes de l'Empire espagnol, en passe de l'emporter au Mexique et au Pérou, en particulier Simon Bolivar, qui a parfois accepté le secours d'anciens proches de Napoléon Bonaparte. Le "scandale de l'Amelia Island", désignant l'anarchie qui s'installe sur un territoire floridien plus vraiment espagnol, mais pas encore vraiment relié aux Etats-Unis, incite ces derniers à sévir et l'envahir en 1817, pour en chasser le français Louis-Michel Aury, ouvertement hostile à l'Espagne.
En mars 1818, un rapport des douanes assure que des esclaves entrent en Georgie par ce biais quasiment tous les jours. Le scandale est ainsi également à l'origine d'une loi votée en 1818, à l'initiative du président américain James Monroe, qui offre une récompense aux esclaves ou aux associés de négriers donnant des informations permettant de faire saisir des navires négriers. La vente issue de la saisie est partagée en deux, la moitié pour l'informateur et l'autre pour l'État:616. 
Reconnaissante à l'éviction de ses ennemis, l'Espagne cède toute la Floride aux États-Unis lors du traité d'Adams-Onís en 1819. C'est seulement à cette date qu'est créé officiellement un territoire américain, en raison du nombre d'habitants permanents requis légalement pour cette création, le territoire de Floride, consistant en la majeure partie de la Floride orientale (la péninsule) et une petite partie de la Floride Occidentale, qui voit le jour officiellement le 30 mars 1822. 
La partie de Floride Occidentale maintenant située en Louisiane est connue sous le nom de Paroisses de Floride. Le musée historique de la république de Floride occidentale est situé à Jackson. En 1993, la Législature d'État de Louisiane renomma la partie de l'Interstate 12, qui est compris dans les Paroisses de Floride, la « Republic of West Florida Parkway ».
En 2002, Leila Lee Roberts, arrière-petite-fille de Fulwar Skipwith, fit don de l'original de la Constitution de la république de Floride occidentale et des documents y afférents au service des archives de l'État de Louisiane.

## Sources
- (en) David A. Bice, The Original Lone Star Republic : Scoundrels, Statesmen and Schemers of the 1810 West Florida Rebellion, Heritage Publishing Consultants, 2004,  (ISBN 1-891647-81-4)
- (en) Roger G. Kennedy, Mr. Jefferson's Lost Cause : Land, Farmers, Slavery, and the Louisiana Purchase, Oxford University Press, 2003,  (ISBN 0-19-515347-2)
- (en) Isaac Joslin Cox, The West Florida Controversy, 1798-818 : A Study in American Diplomacy, Baltimore, Johns Hopkins Press, 1918.